# Melchsee-Frutt
Melchsee-Frutt est une station de ski située dans la commune de Kerns dans le canton d'Obwald en Suisse centrale. Le village se trouve au bord du lac de Melchsee à une altitude de 1920 m.

Vue aérienne (1958)

## Tourisme
Le village est fréquenté par les touristes tant en été (randonnée, escalade, pêche...) qu'en hiver (domaine skiable). Melchsee-Frutt est accessible depuis Stöckalp par un téléphérique ou par une route carrossable à trafic limité.
En dehors du ski alpin, le ski de fond peut y être pratiqué entre 1 920 et 1 974 m d'altitude, sur une boucle menant à Tannalp. Il est aussi possible de skier sur le lac quand l'épaisseur de glace le permet.
Une piste de luge de 8 km - la plus longue de Suisse centrale - descend, sur 840 m de dénivelé, de Melchsee-Frutt à Stöckalp. 35 km de sentiers raquette complètent l'offre touristique.
L'office du tourisme organise des sorties de pêche hivernale sur le lac gelé.
Juste avant d'arriver à Stöckalp, on aperçoit le long de la route d'accès un vaste centre sportif. Celui-ci propose des activités principalement aux groupes, associations et établissements scolaires.

### Domaine skiable
Le domaine d'altitude est relié depuis le vaste parking payant de fond de vallée à Stöckalp par une télécabine de 15 places rénovée en 2012, ainsi que par un télésiège 2-places débrayable. La montée dure 10 minutes. Depuis la station d'altitude, un plateau entouré de nombreuses falaises offre un paysage marquant, dans une ambiance "sans voiture". Le domaine est certes situé dans les Préalpes. Il est toutefois - quand les conditions d'enneigement naturel le permettent - l'un des premiers en Suisse à ouvrir en son intégralité, et ce dès début décembre.
Le domaine, desservi globalement par des remontées mécaniques de construction récente, est réparti sur plusieurs sous-domaines relativement mal reliés entre eux. En dehors du téléski de fond de vallée (près de 150 m de dénivelé), on compte :
Station
Un tapis roulant et 2 courts téléskis à corde sont mis à disposition gratuitement pour les débutants. Un téléski excentré, doté d'une large piste peu pentue sur 90 mètres de dénivelé, complète l'offre. Il n'est possible de rejoindre la station qu'en marchant longuement, ou le fond de vallée en empruntant une route enneigée.
Bonistock
Il s'agit du secteur permettant le retour au parking de fond de vallée. Les deux longues pistes du sommet (2 160 m) sont les plus engagées techniquement du domaine. Il est possible de pratiquer le ski hors-pistes sur la partie haute jusque Bettenalp (1 770 m). La partie basse est souvent sujette au verglas du fait de l'utilisation d'enneigeurs.
Erzegg
Ce sous-domaine excentré est joignable à l'aide d'un tire-corde sur une longue partie plate longeant le lac gelé en hiver. Desservi principalement par un télésiège jusqu'à l'altitude de 2 142 m et offrant près de 250 m de dénivelé, il est équipé avec de vastes pistes relativement peu raides et accessibles à tous les niveaux. Les pentes sont fortement ensoleillées. Le snowpark (40 obstacles) et le skicross y ont été aménagés.
Un téléski archaïque - soumis régulièrement à des arrêts - complète l'offre sur ce sous-domaine. Il s'agissait jusqu'en 2009 d'une remontée combinée, soit un télésiège 1-place en été, et un téléski "pioche" en hiver (seule cette version continue de fonctionner). Ce téléski est très raide, et réservé de fait aux skieurs les plus aguerris techniquement. Les quelques pistes longeant sa piste de montée sont très raides sur leur partie haute, et aboutissent à une partie très étroite, au relief très marqué. Sur les deux tiers de la piste commune rejoignant ensuite le pied du téléski, la déclivité devient alors très faible et la piste s'élargit nettement. Une piste rejoint le reste du sous-domaine, tout en offrant sur la droite du skieur une vue directe notamment sur les sommets du Titlis. Le retour sur le reste du domaine se fait soit - après avoir poussé sur les bâtons ou utilisé la remontée à corde - en empruntant l'ascenseur de la station, soit en prenant le vieux téléphérique - construit en 1976 - un peu excentré, dont les cabines de 60 places rejoignent toutes les demi-heures le sous-domaine de Bonistock en gravissant 220 mètres en trois minutes.
Entre fin décembre et mi-mars, il est possible de pratiquer le ski nocturne sur la piste de luge, les vendredis et samedis entre 19 h et 21 h 30. Le télésiège Cheselen est alors en service.
La télécabine commence son service dès 8 h 20, et assure une dernière rotation nocturne à 22 h 5, ainsi que les jeudis, vendredis et samedis entre 18 h 30 et 19 h 30.
Une étape de la coupe d'Europe FIS de slalom est régulièrement organisée dans la station, sur la piste Cheselen.